# ويليام إدوارد باين
ويليام إدوارد باين هو سياسي كندي، ولد في 4 يوليو 1933 بوندسور في كندا. حزبياً، نشط في الرابطة التقدمية المحافظة في ألبرتا ‏. وقد انتخب عضو الجمعية التشريعية ألبرتا.